# Macause pataca
De Macause pataca is de munteenheid van de Chinese speciale bestuurlijke regio Macau. Eén pataca is honderd avo's. 
De volgende munten worden gebruikt: 10, 20 en 50 avo's en 1, 2, 5 en 10 pataca. Het papiergeld is beschikbaar in 10, 20, 50, 100, 500 en 1000 pataca.
De Hongkongse dollar wordt ook gebruikt als betaalmiddel. Totdat de pataca in 1901 werd ingevoerd waren er Chinese, Mexicaanse en Hongkongse zilveren munten in omloop. Bij de invoering was het gelijk aan 450 milreis en equivalent aan de Mexicaanse handelsdollar en de Hongkongse dollar. Bij de komst van de Portugese escudo werd de waarde van de pataca gekoppeld in een verhouding van 5,6 escudo en varieerde daarna rond de 5 escudo. In 1977 werd de pataca gekoppeld aan de Hongkongse dollar in een verhouding van 1,075 pataca per dollar. Vanaf 2007 wordt de wisselkoers gehandhaafd op 1,03 pataca per Hongkongse dollar.

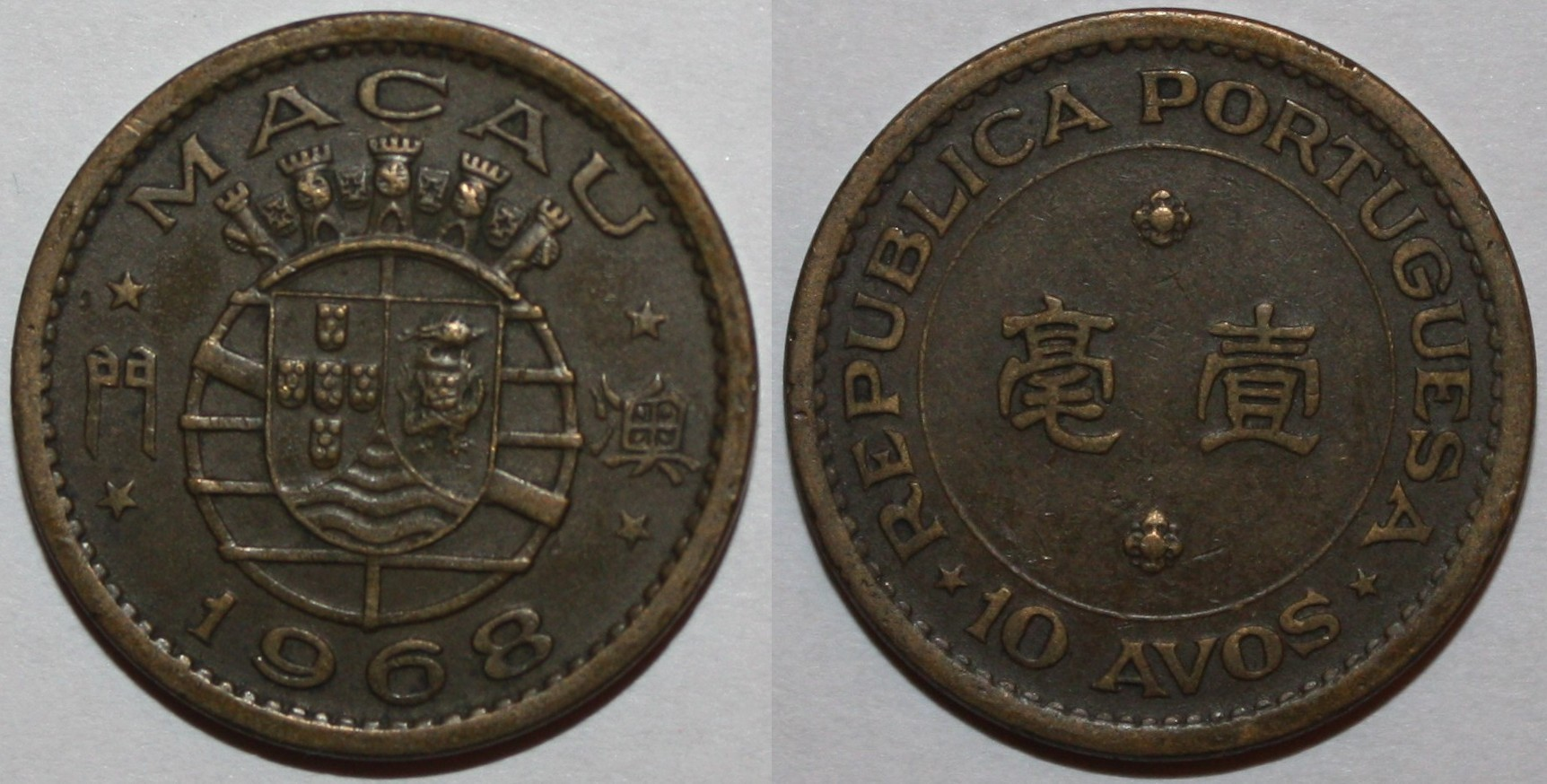
10 avos, 1968
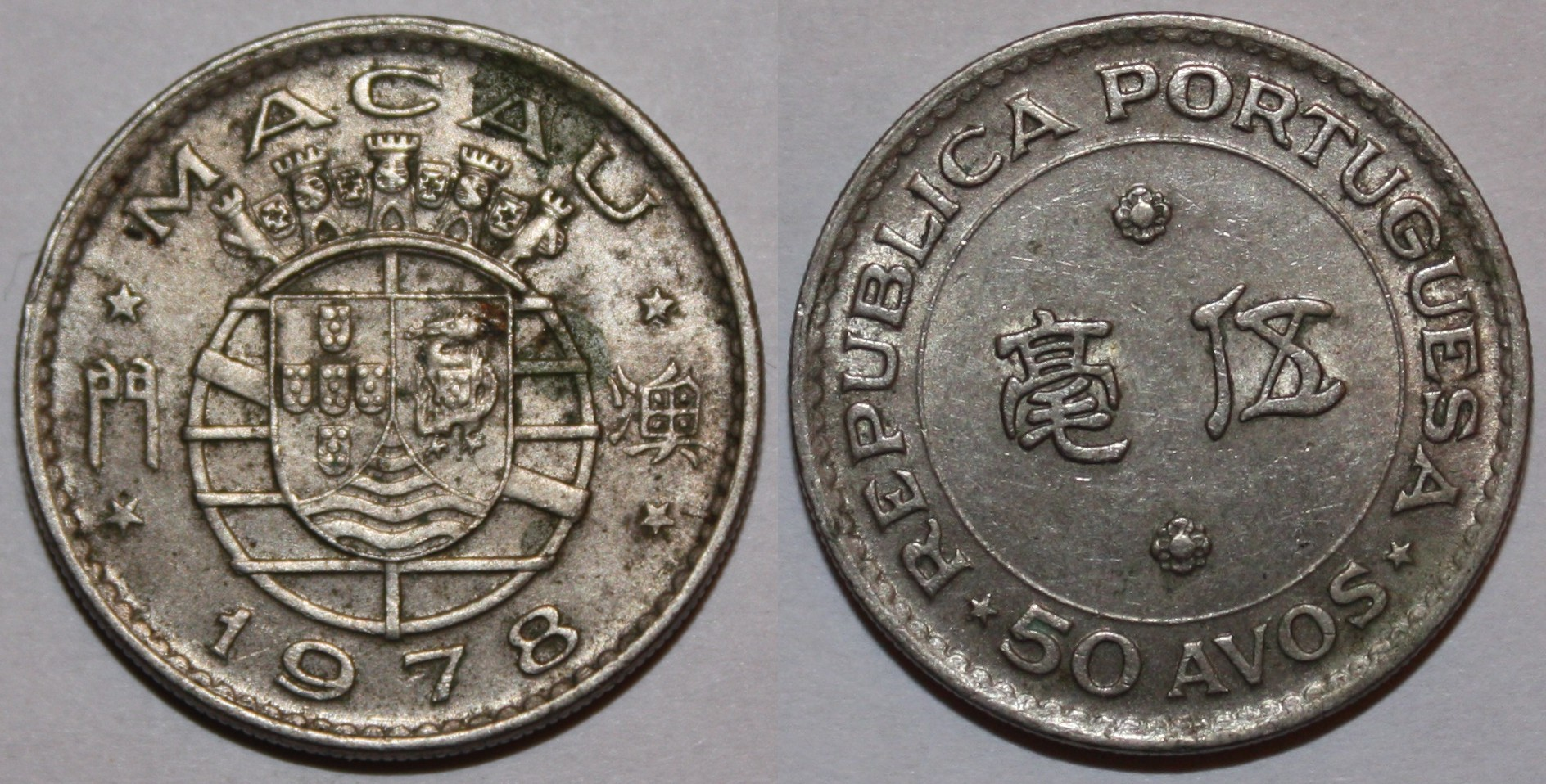
50 avos, 1978
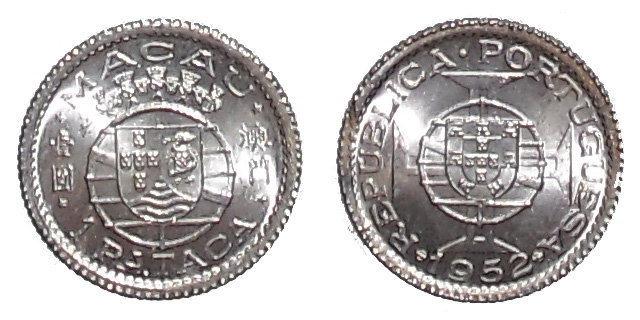
1 pataca, 1952
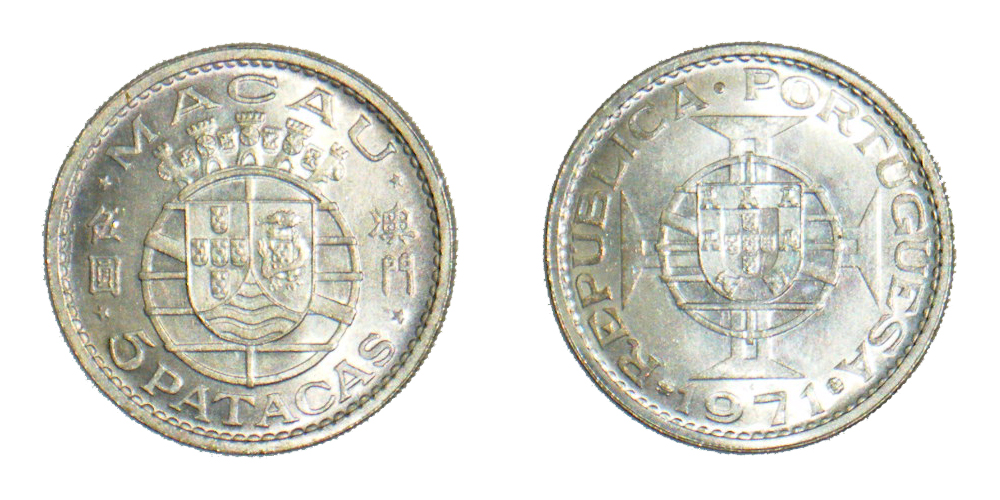
5 pataca, 1971

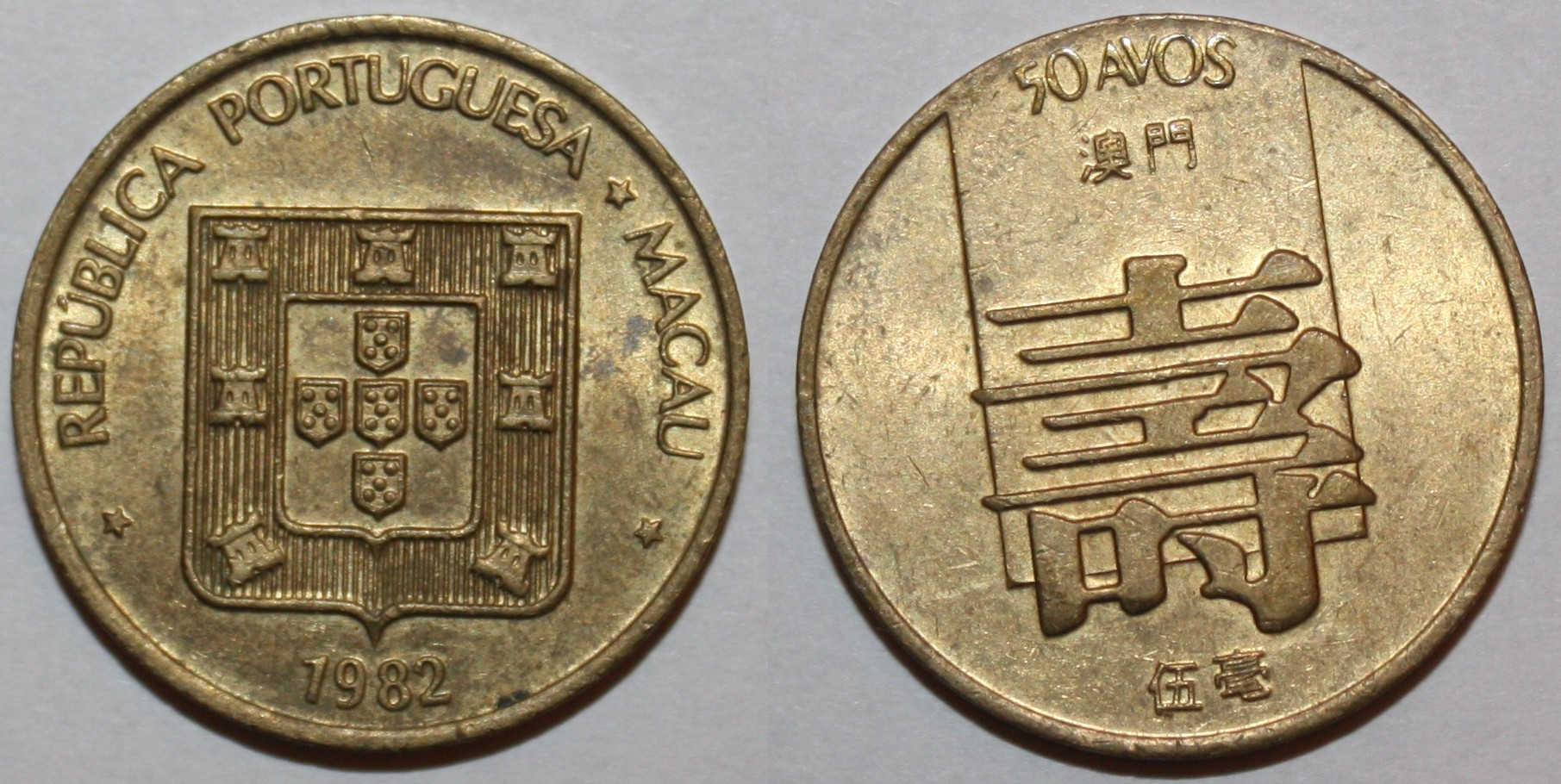
50 avos, 1982
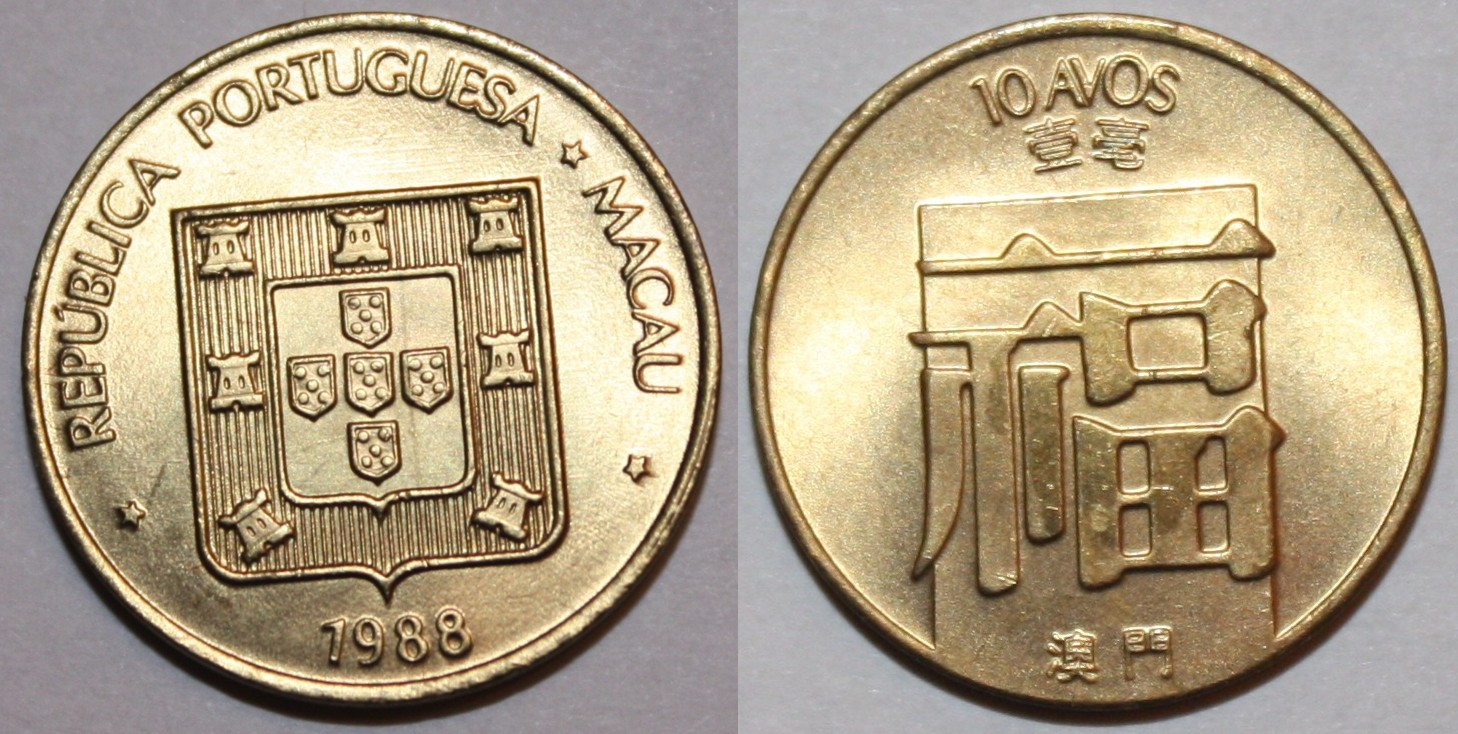
10 avos, 1988
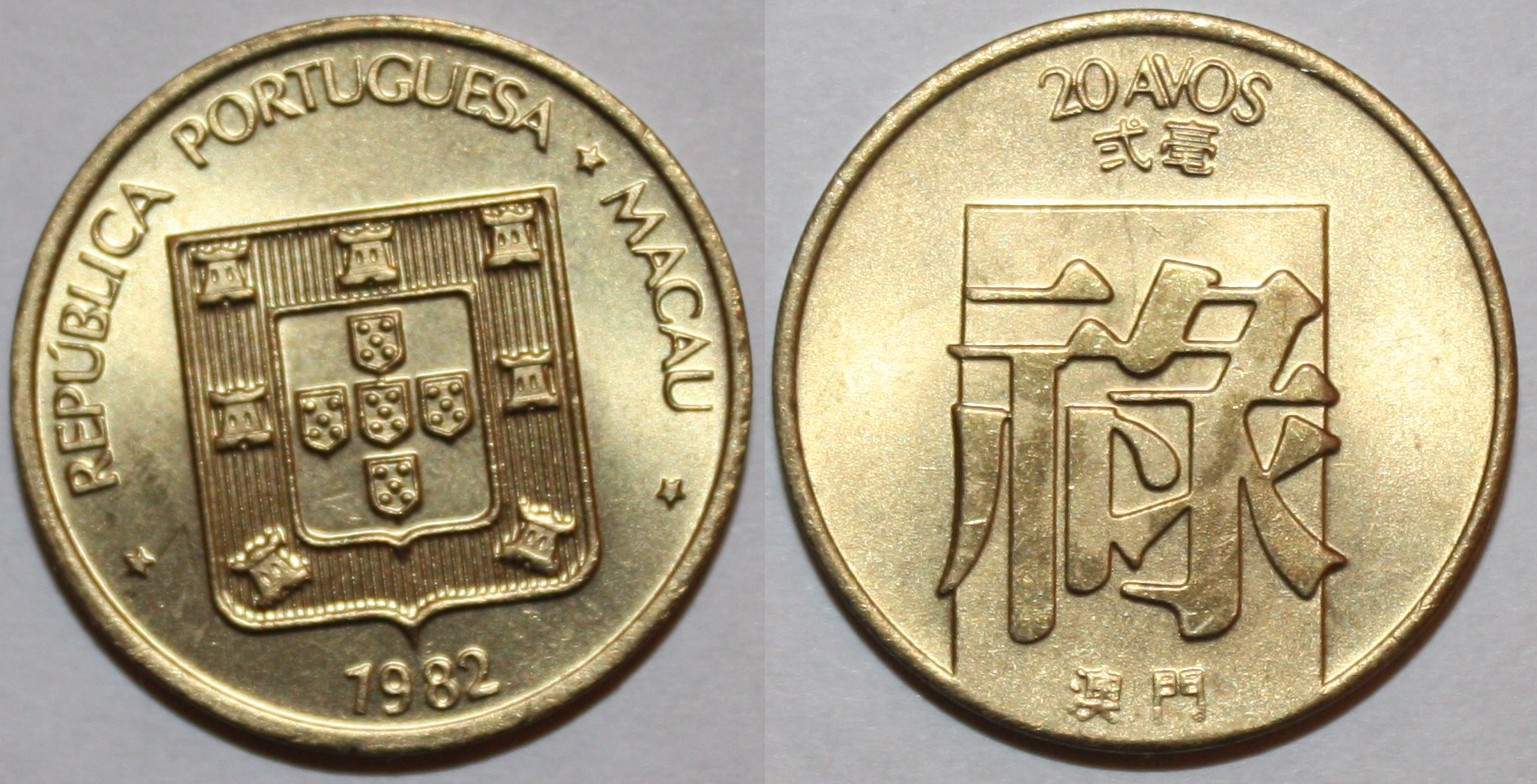
20 avos, 1982

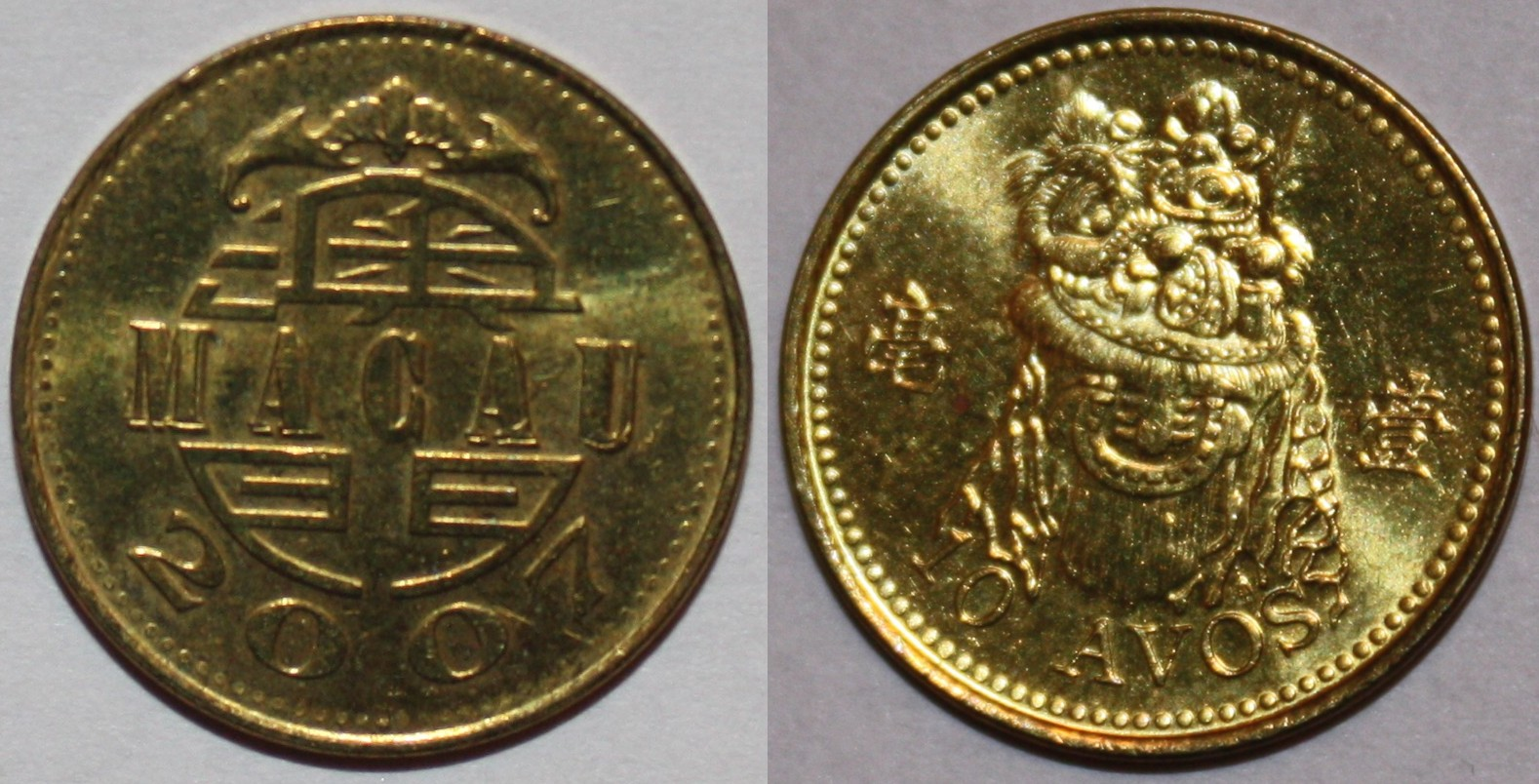
10 avos, 2007
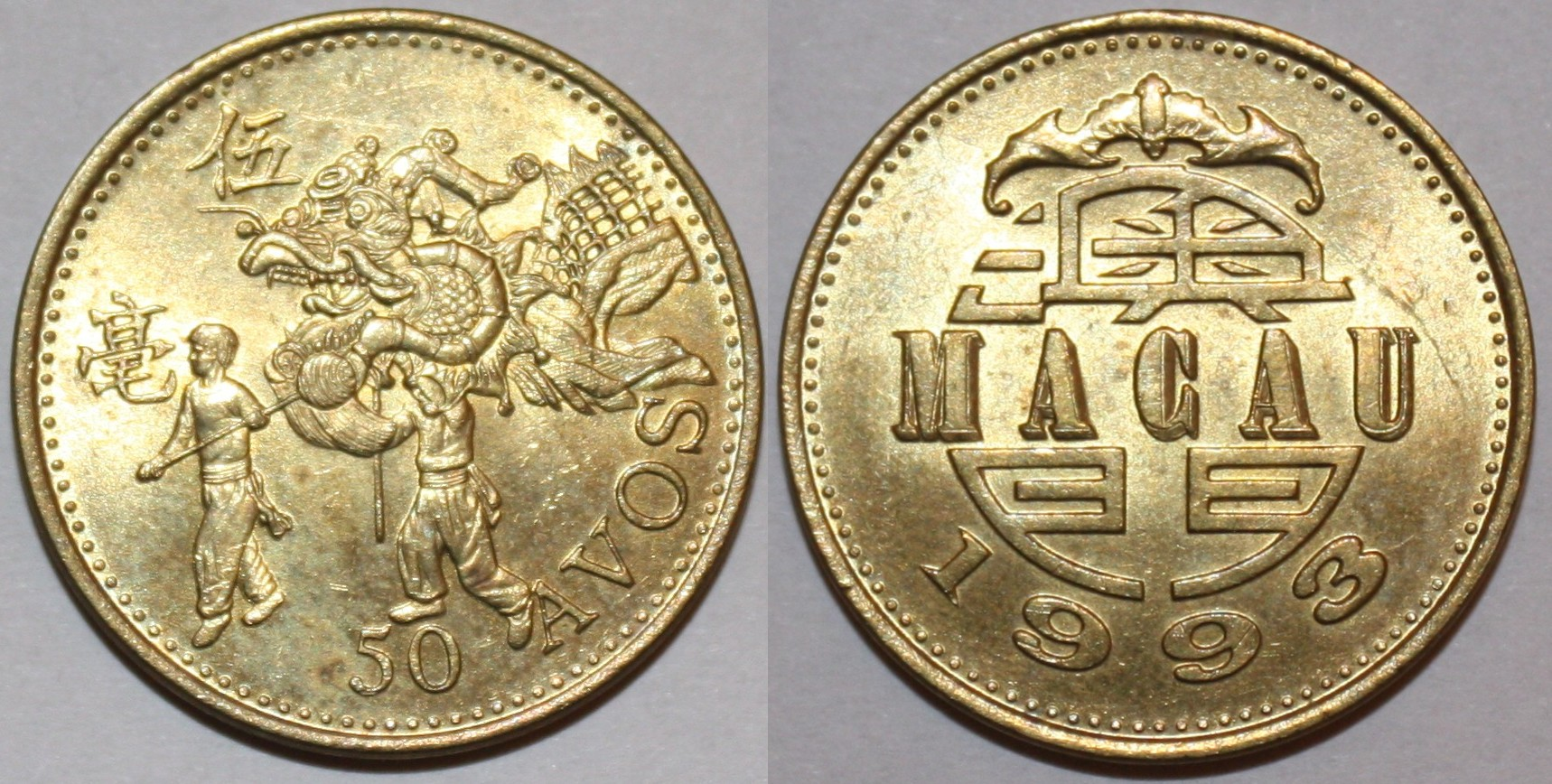
50 avos, 1993
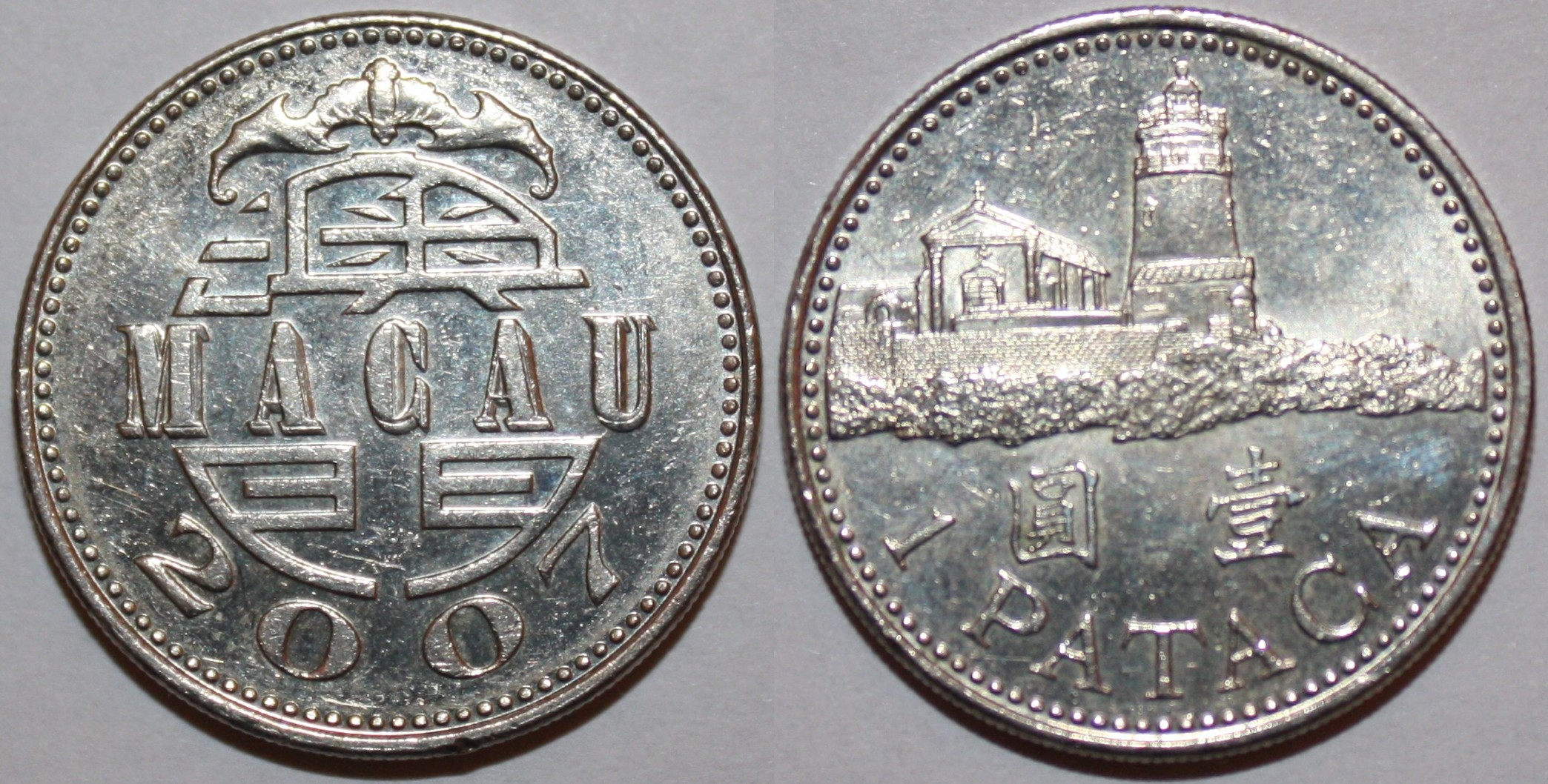
1 pataca, 2007
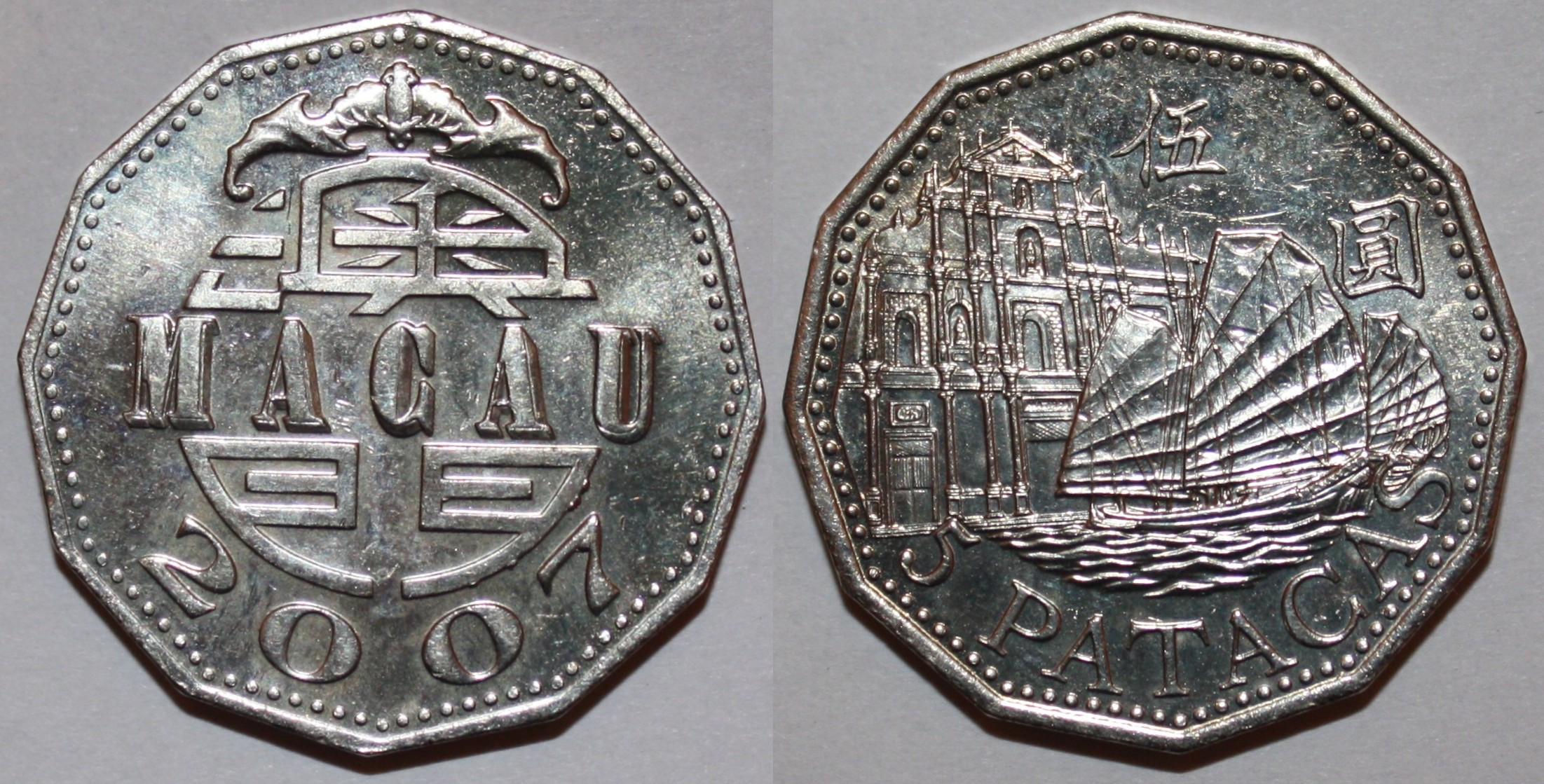
5 pataca, 2007